# Трелеверн
Трелеве́рн (фр. Trélévern, брет. Trelêvern) — коммуна во Франции, находится в регионе Бретань. Департамент — Кот-д’Армор. Входит в состав кантона Перрос-Гирек. Округ коммуны — Ланьон.
Код INSEE коммуны — 22363.

## География
Коммуна расположена приблизительно в 420 км к западу от Парижа, в 150 км северо-западнее Ренна, в 60 км к северо-западу от Сен-Бриё.
Коммуна расположена на южном берегу пролива Ла-Манш.

## Население
Население коммуны на 2016 год составляло 1 257 человек.
| 1962 | 1968 | 1975 | 1982 | 1990 | 1999 | 2008 | 2016 |
| ---- | ---- | ---- | ---- | ---- | ---- | ---- | ---- |
| 866  | 889  | 1017 | 1239 | 1254 | 1309 | 1400 | 1257 |

## Экономика
В 2007 году среди 822 человек в трудоспособном возрасте (15—64 лет) 504 были экономически активными, 318 — неактивными (показатель активности — 61,3 %, в 1999 году было 62,6 %). Из 504 активных работали 449 человек (232 мужчины и 217 женщин), безработных было 55 (26 мужчин и 29 женщин). Среди 318 неактивных 86 человек были учениками или студентами, 161 — пенсионерами, 71 были неактивными по другим причинам.

## Достопримечательности
- Часовня Сент-Адриен
  - Статуя «Мадонна с младенцем» (XVI век). Высота — 105 см. Исторический памятник с 1958 года[3]